# ロベール・ド・ヴィゼー
ロベール・ド・ヴィゼー （Robert de Visée, 1650年頃－1725年）は、フランスのテオルボ奏者、ギター奏者、作曲家。ルイ14世の宮廷音楽家として、テオルボやギターのほかリュート、ヴィオールを奏し、歌手も務めた。また、リュート、テオルボおよびギターのための曲を作曲した。 

## 生涯
ヴィゼーの出自は明らかではないが、姓からポルトガルに起源を持つことが窺われる。フランチェスコ・コルベッタに師事したものと思われ、1680年頃にルイ14世の宮廷音楽家となった。1709年には宮廷歌手としての記録もあり、1719年には「王のギター教師」(maître de guitare du Roy)に指名されている。ジャン・ジャック・ルソーは、ヴィゼーが宮廷でヴィオールも奏していたと記している。
ヴィゼーは、『王に捧げるギターの書』（Livre de guitare dédié au roy, 1682年）および『ギターのための曲集』（Livre de piéces pour la guitare, 1686年）の2冊のギター曲集を出版しており、合わせて12の組曲が収録されている。また、テオルボおよびバロックリュートのための多くの組曲（大部分がセズネ手稿譜（Saizenay Ms.）に収録されている）のほか、器楽合奏曲も作曲している。本来は通奏低音用としての役割が主であるテオルボに対して書かれた、多数の独奏曲は、今日のテオルボ奏者にとって貴重なレパートリーとなっている。

## 作品
ヴィゼーのギター曲の全目録は下記のとおり。
『王に捧げるギターの書』（1682年）
- 組曲第1番 イ短調

プレリュード－アルマンド－クーラント－サラバンド－ジグ－パッサカリア－ガヴォット－ガヴォット－ブレー
- 組曲第2番 イ長調

アルマンド－クーラント－サラバンド
- 組曲第3番 ニ短調

プレリュード－アルマンド－クーラント－クーラント－サラバンド－サラバンド－ジグ－パッサカリア－ガヴォット－ガヴォット－メヌエット・ロンドー－メヌエット・ロンドー－ブレー
- 組曲第4番 ト短調

プレリュード－アルマンド－クーラント－クーラントのドゥブル－サラバンド－ジグ－メヌエット－ガヴォット
- 組曲第5番 ト長調

サラバンド－サラバンド－ジグ
- 組曲第6番 ハ短調

プレリュード－フランチェスコ・コルベッタ氏のトンボー－クーラント－サラバンド－ロンドー風サラバンド－ガヴォット
- 組曲第7番 ハ長調

プレリュード－アルマンド－クーラント－サラバンド－イギリス風ジグ－ガヴォット－メヌエット
- シャコンヌ (ヘ長調)

- 組曲第8番 ト長調

プレリュード－アルマンド－クーラント－サラバンド－ジグ－サラバンド－シャコンヌ－ガヴォット－メヌエット－ブレー
『ギターのための曲集』（1686年）
- 組曲第9番 ニ短調

プレリュード－アルマンド－クーラント－サラバンド－ジグ－ガヴォット－ブレー－メヌエット－パッサカリア－メヌエット
- 組曲第10番 ト短調

プレリュード－アルマンド－クーラント－サラバンド－ジグ－メヌエット－シャコンヌ－ガヴォット－ブレー－メヌエット
- サラバンド （イ短調）

- ジグ （イ短調）

- サラバンド（イ長調）

- メヌエット（イ長調）

- 組曲第11番 ロ短調

プレリュード－アルマンド－サラバンド－ジグ－パッサカリア
- 組曲第12番 ホ短調

サラバンド－メヌエット－パッサカリア
- メヌエット（ハ長調）

手稿譜
- イ短調の作品

プレリュード－アルマンド－ヴィラネル（とコントルパルティ）
- イ長調の作品

プレリュード－ロンドー
- ハ長調の作品

クーランド－ジグ
- ニ短調の作品

アルマンド「王」－サラバンド－マスカレード－ジグ－ガヴォット－シャコンヌ
- ニ長調の作品

サラバンド－ガヴォット－シャコンヌ－ガヴォット・ロンドー（とコントルパルティ）
- ト短調の作品

プレリュード－プレリュード－アルマンド－サラバンド－ガヴォット－ロンドー風ガヴォット－序曲「ヴェルサイユの洞窟」（リュリによる）－アポロンのアントレ（リュリによる）
- ト長調の作品

アルマンド－クーラント－サラバンド－ジグ－ジグ－ミュゼット（ロンドー）